# Dee Bradley Baker
Dee Bradley Baker (født 31. august 1962) er en amerikansk tegnefilmsdubber, kendt for sit arbejde på tegnefilmsserier som SvampeBob Firkant, American Dad!, Star Wars: The Clone Wars og Star Wars Rebels.